# Fjodor Nikolajewitsch Glinka

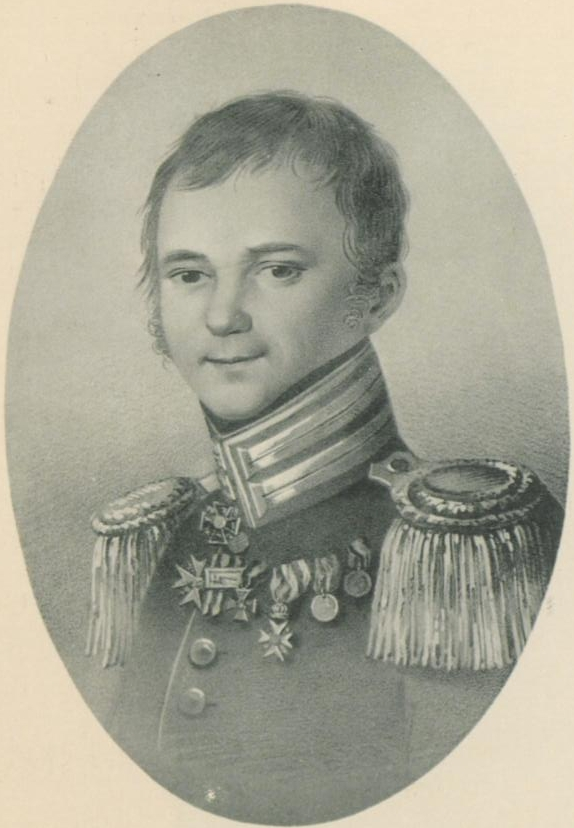
Fjodor Nikolajewitsch Glinka

Fjodor Nikolajewitsch Glinka (russisch Фёдор Николаевич Глинка, wiss. Transliteration Fëdor Nikolaevič Glinka; * 8. Junijul. / 19. Juni 1786greg. in Sutoki, Gouvernement Smolensk; † 11. Februarjul. / 23. Februar 1880greg. in Twer) war ein russischer Schriftsteller.
Fjodor Glinka, jüngerer Bruder von Sergei Nikolajewitsch Glinka,  nahm 1805 an der Schlacht bei Austerlitz teil, trat 1812 unter der Bedrohung Napoleons erneut in die Armee ein und wurde Adjutant des Grafen Michail Miloradowitsch in den Feldzügen gegen Frankreich. 1819 wurde er Vorsitzender der Freien Gesellschaft der Liebhaber der russischen Literatur. Er schloss sich den Dekabristen an und wurde 1826 nach Petrosawodsk verwiesen, wo der junge Bergingenieur Nikolai Butenew zu seinen Freunden gehörte. Bald durfte er jedoch wieder zurückkehren.
Er starb am 23. Februar 1880 in Twer.

## Werke
- Briefe eines russischen Offiziers über die Feldzüge 1805–6 und 1812–15. 8 Bde. Moskau 1815–16
- Skizze der Schlacht bei Borodino. Moskau 1839
- Karelien, oder die Gefangenschaft der Martha Johannowna. Sankt Petersburg 1830
- Text zum Volkslied Troika mit der Musik von V. Agarkov.